# They Will All Die in Space
They Will All Die in Space (en castellà: Morirán en el espacio o Ellos morirán en el espacio) és un curtmetratge de ciència-ficció de terror en anglès del 2015 escrit, dirigit i produït per Javier Chillón, sobre un tècnic de naus estel·lars (Julio Perillán) que es desperta de la crio-son i és va dir que el vaixell està a la deriva i perdut al cosmos, i que es necessita per ajudar a reparar el sistema de comunicacions per demanar ajuda, però ràpidament s'adona que alguna cosa ha anat terriblement malament. El tercer curtmetratge de Chillón es va projectar en més de 300 festivals de cinema entre 2015 i finals de 2019, i ha guanyat aproximadament sis premis i distincions, inclòs el millor curtmetratge del XLVIII Festival Internacional de Cinema Fantàstic de Catalunya de 2015.
El 2017, They Will All Die in Space va rebre una estrena general a les sales gràcies a la seva inclusió a la pel·lícula d'antologia de terror de ciència-ficció canadenca, Galaxy of Horrors.

## Trama
Phil Eberhart (Ben Temple) i Dan Atenas (Francesc Garrido) són membres de la tripulació de la nau espacial Tantalus. Dan treu Alexander Talabot (Julio Perillán) d'una de les desenes de cambres criogèniques a bord del vaixell. Phil explica a Alexander que l'han reanimat perquè una pluja d'asteroides gairebé va destruir el Tantalus quatre mesos després de la sortida; la tripulació porta sis mesos a la deriva sense cap tipus de comunicació i havent perdut el motor principal. Alexander suggereix que reanimin la seva dona, que té les habilitats tècniques per ajudar els homes a sortir de la seva situació, però Eberhart li diu que la nau està condemnada a anar a la deriva per l'espai fins que s'acabin els subministraments, i li pregunta a Alexander si aquest és el destí que vol sotmetre la seva dona. A mesura que l'Alexander treballa en reparacions, sospita més sobre Phil i Dan.

## Repartiment
- Francesc Garrido com a Dan Atenas
- Julio Perillán com a Alex Talabot
- Ben Temple com a Phil Eberhart

## Temes, gènere i influències
Després de dirigir dos altres curtmetratges que involucren astronautes de tornada (un dels quals un ximpanzé), el fals documental Die Schneider Krankheit (2008) i Decapoda Shock (2011), Javier Chillón volia fer alguna cosa una mica més convencional, una pel·lícula que fos "directament ciència-ficció" sense elements sobrenaturals, quelcom més proper a un història de detectius: sempre li havia agradat la idea d'una nau estel·lar encallada a l'espai, i un dia li va arribar la història. Mentre que les pel·lícules clàssiques de ciència-ficció com Alien i Atmosfera zero van ser les principals inspiracions, Chillón es va veure influenciat principalment pel que va ajudar a inspirar aquestes pel·lícules en primer lloc: "tota la nova onada francesa dels còmics de ciència-ficció dels anys 60 i 70", com ara Métal hurlant, Valérian i artistes com Moebius, Enki Bilal, Juan Giménez, i Frederik Peeters.

## Producció

### Desenvolupament i suport
Chillón va treballar a la pel·lícula durant quatre anys (des de l'escriptura del guió fins al rodatge va ser de tres anys), mantenint els costos baixos agafant en préstec l'espai i l'equip dels seus productors associats: un escenari sonor que pertany a Behind the Movies i una càmera RED de Morituri.

### Disseny, efectes i rodatge
La part més important del projecte van ser els decorats, que Chillón i la seva tripulació van construir "des de zero" amb l'objectiu de minimitzar la necessitat de CGI, però també per motius estètics relacionats amb les seves influències. La majoria dels efectes visuals són models passats de moda fets amb l'ajuda de José Luis Orive (anomenat "Rambo") per crear diferents espais sobre el vaixell; el CGI relativament petit el va fer l'usuari T38, integrant, creant l'astronauta en 3D, la nau espacial, etc.

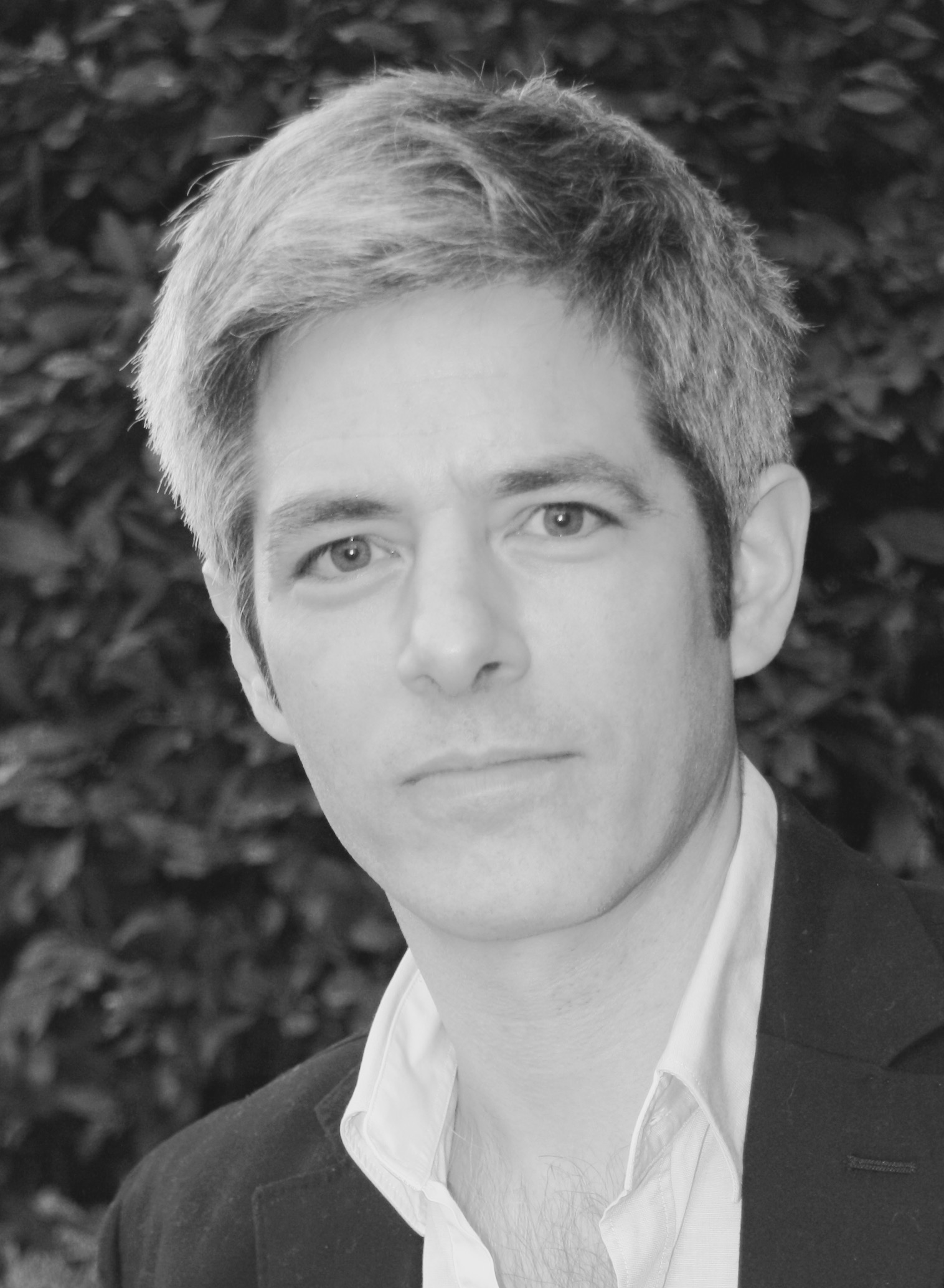
Julio Perillán

Chillón va dir que els tres actors, Francesc Garrido, Julio Perillán i Ben Temple, van entendre perfectament els seus papers i el to de la història. Chillón i el seu director de fotografia, Luis Fuentes, va considerar la pel·lícula com una mena de barreja de ciència-ficció i thriller, i va decidir rodar la pel·lícula en blanc i negre per injectar una sensació de noir a la història.

## Estrena
They Will All Die in Space es va estrenar al 35è Fantafestival a Roma el 25 de juny de 2015. En menys de dos anys, el curt havia estat seleccionat per a prop de 300 festivals de cinema a tot el món, on va rebre molts elogis. Al març de 2019, el curt s'havia mostrat en 336 festivals.

### Pel·lícula d'antologia
They Will All Die in Space s'inclou a la pel·lícula de terror de ciència-ficció d’antologia canadenca del 2017 Galaxy of Horrors, que consta de vuit curtmetratges dins d'un marc narratiu més ampli en el qual un home es desperta d'una càpsula de son criogènica i es veu obligat a veure els curts com a entreteniment mentre s'acaba el seu suport vital danyat. La pel·lícula d'antologia es va estrenar a Toronto a Imagine Cinemas Carlton l'1 de març de 2017. el llargmetratge va ser ideat pel fundador del festival de curtmetratges Little Terrors, Justin McConnell, que va dirigir el marc narratiu, i Avi Federgreen d'Indiecan Entertainment. La producció és la segona col·laboració entre Rue Morgue Cinema i Little Terrors, després de Minutes Past Midnight.

### Mitjans domèstics i streaming
La pel·lícula es pot veure a Vimeo íntegrament i és una selecció de Vimeo.
L'antologia Galaxy of Horrors es va publicar en DVD i en edició especial Blu-ray el 2017. L'antologia es va posar a disposició a través de diverses opcions de vídeo sota demanda al lloc web d'IndieCan Entertainment, el 7 de març de 2017, i a Amazon Prime.

## Recepció

### Resposta crítica
They Will All Die in Space va ser la llista dels deu millors de Shawn Herbert de "curtmetratges que canvien la vida" el 2018, dient que era "una visió interessant, especialment per a aquells que els agrada tenir la pell de gallina!" Peter Martin va qualificar la pel·lícula de "pel·lícula extremadament ben elaborada", mentre que Terek Puckett va dir "Chillón ofereix una gran peça d'horror espacial amb un to lúgubre que recorda a molts llargmetratges de ciència-ficció estatunidencs de principis dels anys setanta." Richard Sopko va estar d'acord i va afirmar: "Està ben interpretat, així que hi ha un compromís immediat amb els personatges. " Carl Fisher va comparar la sensació claustrofòbica amb Alien i va considerar la pel·lícula la millor de les vuit de l'antologia canadenca. Jeff Spry, escrivint per a Syfy Wire, la va anomenar "un exemple excepcional de la forma del curtmetratge, ple de càmeres fluides", d'actors "invertits en el material", de música inquietant i "un gir poc apetitós a un trope familiar a les pel·lícules de l'espai exterior"; una pel·lícula "magnífica de veure, fins i tot quan es desenvolupi l'horrorós misteri". Andrew Liptak va dir que canalitza la tensió claustrofòbica d' Alien i la situació desesperada de Passengers, i "acaba amb un gir net que pega excepcionalment bé." Cheryl Eddy de io9 va gaudir del "blanc i negre nítid" i "nou gir sinistre" a la història, altrament familiar, d'una nau espacial plena d'humans adormits a les cambres criogèniques es troba amb problemes catastròfics a l'espai profund. Joseph Perry Joseph Perry va elogiar tots els elements de la pel·lícula:
| « | El guió de Chillón s'executa sense problemes, construint cap a una recompensa emocionant. Els tres actors fan actuacions esplèndids. La directora d'art i disseny de producció, Idoia Esteban, i el seu equip d'efectes visuals han creat un món impressionant de, dins i fora de la nau espacial, inclòs un disseny meravellós del Tantalus de Stephane Chasseloup. Els escenògrafs Víctor López i Álvaro Suarez, juntament amb la resta del departament d'art del curt, han fet una feina de primer nivell construint escenografies impressionants per a l'interior del vaixell. La fotografia de Luis Fuentes és sorprenent, i l'elecció del rodatge en blanc i negre s'adapta perfectament al to ombrívol de l'acte. Una banda sonora d'un sintetitzador de Cirilo Fernández adequadament inquietant treballa conjuntament amb el disseny de so de Roberto Fernández. | » |

Alisha Bunting lloa la cinematografia, el disseny de so i l'actuació, que "coincideix amb la pel·lícula", desitjant que s'hagi mostrat una mica més dels dos equips desperts interactuant mentre el protagonista està en criogènesi, i esperava que el curt  es convertís en un llargmetratge.

### Reconeixements
Al setembre de 2017, They Will All Die in Space havia guanyat seixanta premis o mencions especials de festivals de cinema d'arreu del món.
2015
Premis
- Sitges • Millor curtmetratge[3][27]
- Cartagena • Millor curtmetratge (Premi Carabela de Plata 'Ciudad de Cartagena', €3000)[28]
- �� CortoLovere (Lovere) • Millor curtmetratge estranger[27]
- Cine Corto de Tapiales (Tapiales) • Millor curtmetratge estranger
- Acocollona't (Girona) • Segon millor curtmetratge[29]
- Marató de cinema fantàstic de Sants (Sants) • Millor curtmetratge[30]
- Algeciras Fantástika (Algeciras) • Millor curtmetratge[31]
- Fotofilm Navàs (Navàs) • Millor curtmetratge[32]
- Festival "ConSecuencias" (Espanya) • Millor curtmetratge[33]
- Golden Knight Malta International Short (Malta) • Millor curtmetratge[34]

2016
Awards
- La Vieja Encina (San Nicolás del Puerto) • Millor curtmetratge[35]
- Toma Corto (Tomares) • Millor so[36]
- CometCon (Live Action) (Oviedo) • Millor curtmetratge[37]
- Fright Night Theatre (Hamilton (Ontario)) • Millor curtmetratge de ciència-ficció[38]
- Rewind (Barcelona) • Millor curtmetratge de ciència-ficció • Millor director[39]
- FanTer (Cáceres) • Millor curtmetratge[40]
- FiPiLi Horror (Livorno) • Millor curtmetratge de ciència-ficció[41]
- Festival de Cinema de Sant Joan d'Alacant (Alacant) • Silver Ficus, Millor director[42]
- End of Days (Orlando (Florida)) • Millor guió[43]
- Sci-On! International (Reno (Nevada)) • Millor pel·lícula de viatge espacial
- Fort Worth Bizarre (Fort Worth) • Millor curtmetratge estranger
- Kimera International (Molise) • Millor curtmetratge (Jurdu)[44]
- Snake Alley (Burlington (Iowa)) • Millor curtmetratge de ciència-ficció[45]
- Cortometrajes de Terror y Fantástico (Barcelona) • Millor director[46][47]
- Cryptshow (Barcelona) • Millor fotografia (Luis Fuentes[48]
- Latronic Horror (Latronico) • Millor curtmetratge[49]
- Ballston Spa (Ballston Spa (Nova York)) • Millor guió[50]
- Terror en El Castillo (Arroyo de la Luz) • Millor curtmetratge[51]
- Festival Alhama Ciudad de Cine (Alhama de Granada) • Millor director[52]
- Hellfire (Folkestone) • Millor curtmetratge[53]
- Revolution Me (Brooklyn) • Millor curtmetratge Sci-fi/Horror[54] • Millros efectes especials[54]
- IndieCrete (Crete) • Millor curtmetratge de ciència-ficció[55]
- GenreBlast • Millor curtmetratge[56]
- Rivne International - Dream City (Rivne) • Tercer millor curtmetratge
- StarGate Galactic (Wadsworth, Texas) • Millor curtmetratge Sci-Fi/Suspense
- FanCine de Lemos (Monforte de Lemos) • Millor curtmetratge (€800)[57][58]
- Cinestrange (Braunschweig) • Millor curtmetratge[59]
- Fangofest (Amposta) • Millor curtmetratge de ciència-ficció
- Fantástico Mar del Plata (Mar del Plata) • Millor curtmetratge de ciència-ficció • Millor director • Millor Script[60]
- Cervignano (Cervignano) • Millor fotografia • Millor disseny de producció (Idoia Esteban)[61]
- Hot Shorts (Londres) • Millor disseny de producció (Idoia Esteban)[61] • Millor escenografia (Jose Luis Drive)[62] • Premi a la millor disfressa (Clara Bilbao)[62] 2n lloc al millor guió conjunt[62]
- National Irish Science Fiction Convention (Dublín) • Premi Silver Blaster del públic[63]
- Apocalypse Later International Fantastic (Phoenix) • Premi del Públic[64]
- Suspiria (Alacant) • Premi del Públic (Terror)[65]
- Steam House Entertainment Independent (Los Angeles) • Millor curtmetratge • Millor curtmetratge de ciència-ficció • Menció honorífica[66]
- Certamen Audiovisual Roberto Di Chiara (Florencio Varela) • Millor curtmetratge
- Peligros (Peligros) • Premi del Jurat Jove
- CollFantasy (El Coll) • Millor curtmetratge de ciència-ficció[67]
- Amarcort (Rimini) • Premi del Jurat Jove[68]
- Weird Shots (Palma) • Millor curtmetratge[69]
- Image In Cabestany (Cabestany) • Premi del Públic Internacional (€200)[70]
- DRAFT (Derry (Nova Hampshire)) • Millor curtmetratge thriller
- Pop Ninja Shortsfest (Lake Charles (Louisiana) • Millor curtmetratge
- Poe Fantastic, (Brasil) • Millor so

Mencions especials
- Fanta Elx (Elx)[71]
- Borgo in Corto (Borgo San Dalmazzo)[72]
- Artfools (Larissa (Tessàlia))
- Obuxo (Javierrelatre)